# ویلیام رایت
ویلیام رایت (به انگلیسی: William Wright) سناتور سابق عضو حزب دموکرات ایالات متحده آمریکا بود. وی در سال ۱۸۵۳ تا ۱۸۵۹ و ۱۸۶۳ تا ۱۸۶۶ میلادی سناتور ایالت نیوجرسی در سنای ایالات متحده آمریکا بود.